# Studia Lubuskie
Studia Lubuskie – czasopismo naukowe (rocznik) założone w 2005 roku w Instytucie Prawa i Administracji Państwowej Wyższej Szkoły Zawodowej w Sulechowie przez badacza historii polskiego prawa wojskowego Leszka Kanię. W zamierzeniach twórców jest to forum wymiany osiągnięć naukowych pracowników Instytutu, uczelni i środowisk współpracujących z sulechowską uczelnią. Na łamach czasopisma publikują autorzy wywodzący się z różnych placówek uniwersyteckich kraju oraz instytucji pozanaukowych. W artykułach autorzy zajmują się zagadnieniami z zakresu prawa, administracji, ekonomii i zarządzania. W 2008 redaktorem naczelnym został Piotr Krzysztof Marszałek. Czasopismo nie posiada aktualnie współczynnika wpływu Impact Factor (IF). W lipcu 2009 pismo zostało dopisane do listy czasopism punktowanych Ministerstwa Nauki i Szkolnictwa Wyższego i znajduje się w części "B" wykazu czasopism (3 punkty za publikację). Od czerwca 2010 wszystkie wydania dostępne są jako kolekcja Biblioteki Cyfrowej Uniwersytetu Wrocławskiego.